# Luperus flavipennis
Luperus flavipennis là một loài bọ cánh cứng trong họ Chrysomelidae. Loài này được Lucas miêu tả khoa học năm 1849.